# 宝山駅
宝山駅（ほうざんえき）は台湾桃園県桃園市（現在の桃園市桃園区）にかつてあった台湾鉄路管理局林口線の駅。林口線で試験的に運行された旅客列車の旅客駅として設置され、付近の宝山街マンションを主な対象客としていた。

## 歴史
- 2005年
  - 10月27日 - 桃園駅での開通式典[1]。
  - 10月28日 - 正式開設[2]。
- 2012年12月28日 - 林口線で最後の旅客列車が運行され[3]、翌日で廃止。

## 駅構造
- 単式ホーム1面の地上駅で無人駅だった。

## 駅周辺
- 新光三越桃園店
- 大業黄昏市場
- 慈濟桃園静思堂
- 桃園大飯店

## 画像

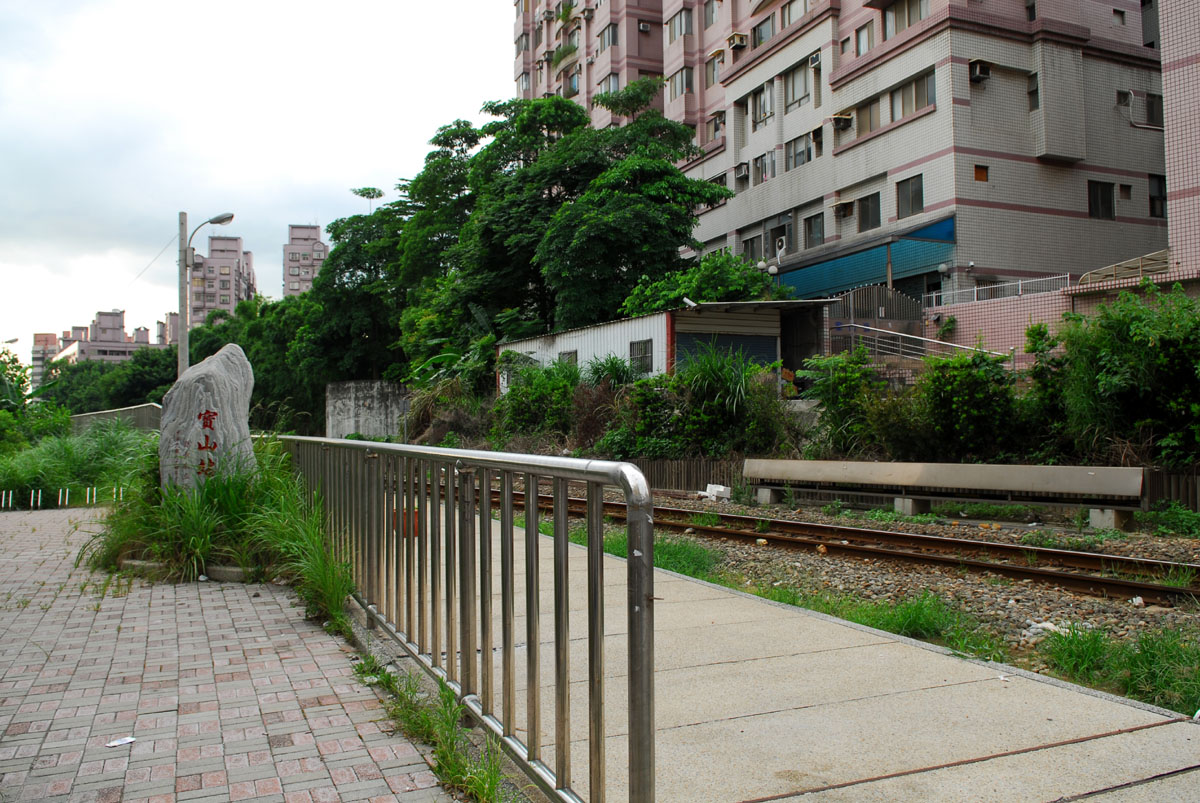
宝山駅入口には駅名を標示した石碑が有る。
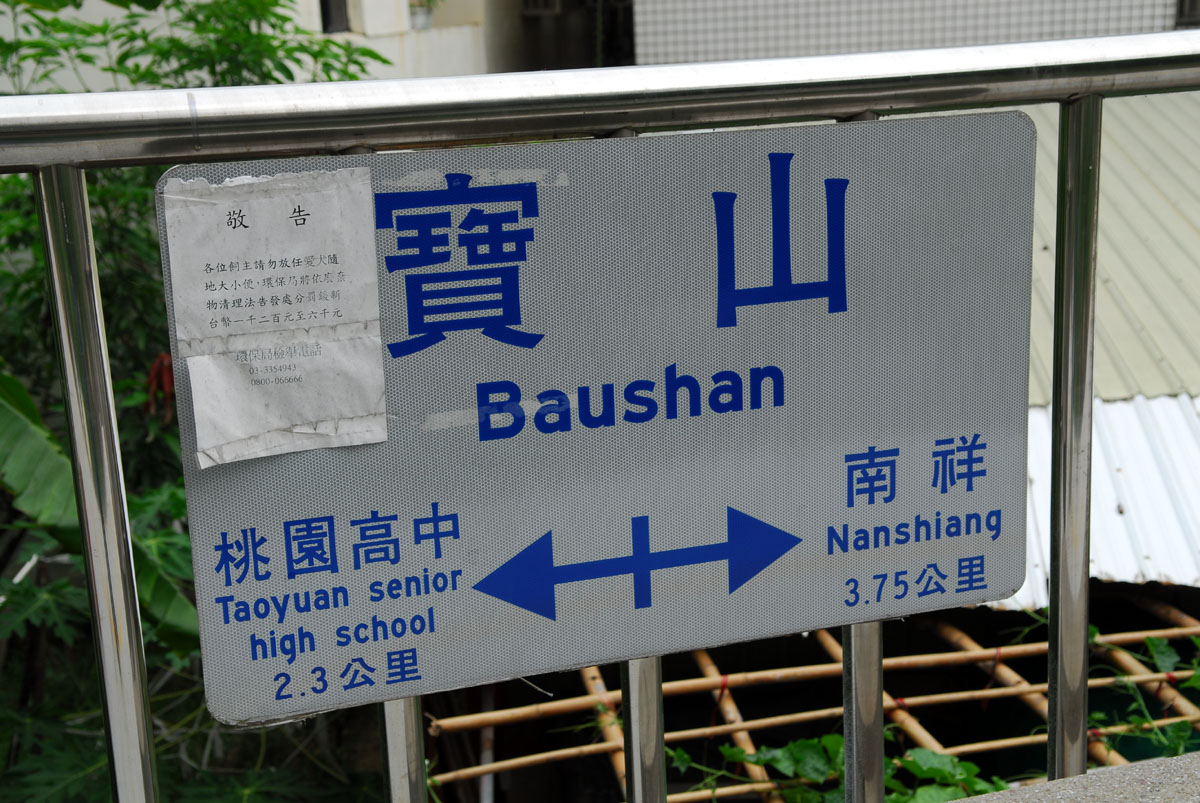
宝山駅ホームの駅名標

## 隣の駅
台湾鉄路管理局
林口線（廃線）
桃園高中駅 - 宝山駅 - 南祥駅